# 滝沼川
滝沼川（たきぬまがわ）は、埼玉県さいたま市西区を流れる荒川水系の準用河川である。荒川の支流である。

## 流路
埼玉県さいたま市西区大字清河寺付近に源を発し、西区大字高木との境界を南へ流れる。西に転じ国道16号線に沿って流れ、大字宝来地区にて荒川に合流する。

## 歴史

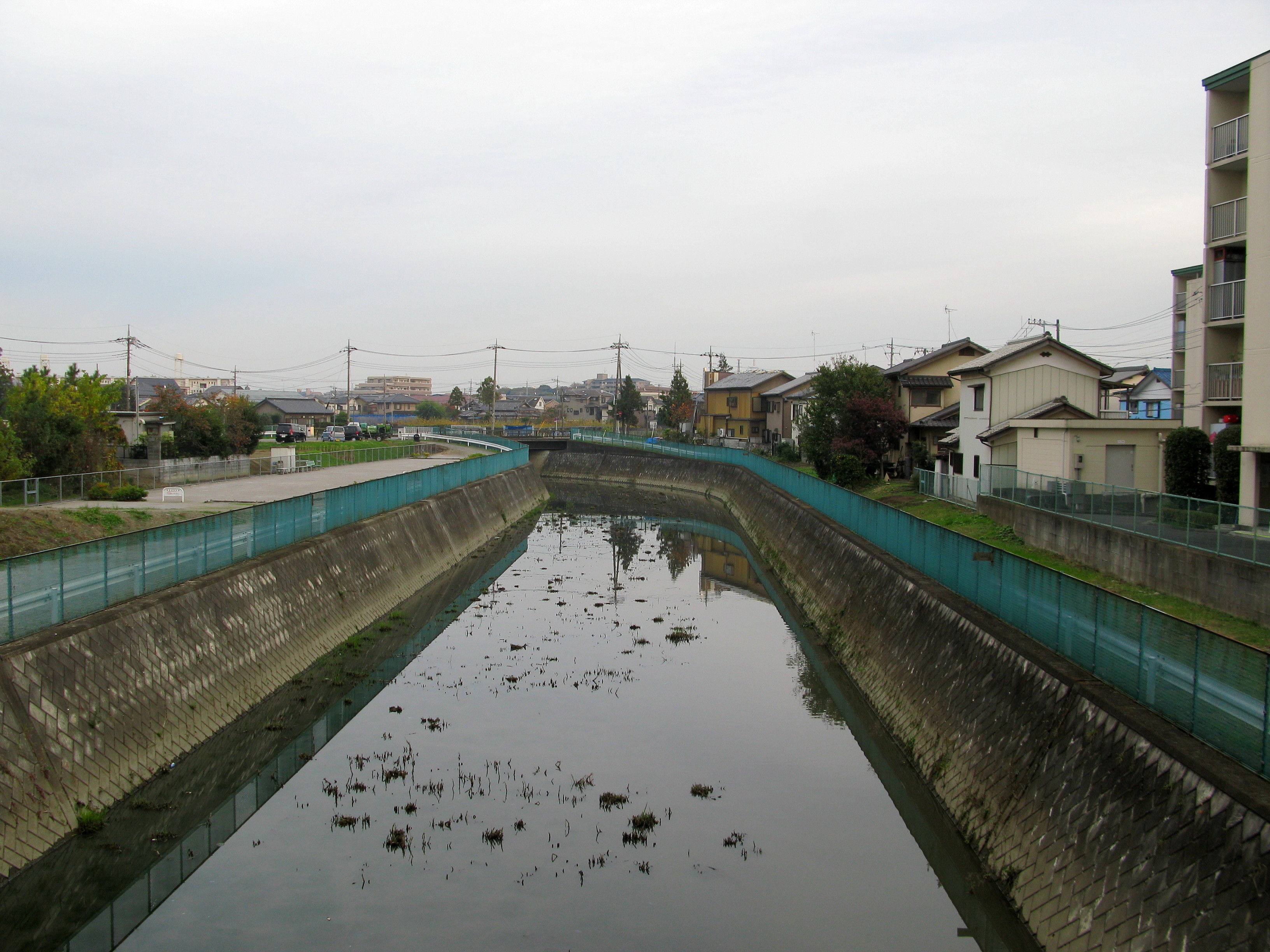
西区宝来地区（2011年11月）

滝沼という地区（宝来地区の東側）から流れ出てくる悪水が旧･宝来村（現在の宝来地区）付近で大雨の度に水が溢れ出るため、旧･宝来村（宝来地区）と滝沼地区での水の争い事が絶えなかった。
今では、荒川堤防に接続する部分に、幅5.4 m、高さ4.1 mの樋管を三門備えた大きな水門が、滝沼川近辺の都市化、土地利用の変化に伴う水量の増加と水害を防止している。水門は、丸い三つの屋根の真ん中に時計をつけた銀色の構造である。
また下流が直線的になっているが、国道16号西大宮バイパス建設に伴い直線化されたことによるものである。
中流部分も大宮西部特定土地区画整理事業により改修され2018年ごろまでに直線化された。

## 支流
- 西堀川（宝来の堤防沿いを流れる）
- 指扇辻川
- 中釘川

## 橋梁
- （埼玉県道216号上野さいたま線）
- 扇通り
- （埼玉県道57号さいたま鴻巣線）
- （国道16号）
- 宝来橋
- 滝沼橋
- （国道16号）
- 上江橋（国道16号）

## 河川施設
- 滝沼川排水機場
- 滝沼川多目的遊水地
- 滝沼川公園